# 條紋粗眼鮗
條紋粗眼鮗為輻鰭魚綱鱸形目鱸亞目七夕魚科的其中一種，分布於澳洲新南威爾斯海域，棲息深度3-10公尺，體長可達15公分，棲息在珊瑚礁，屬肉食性，雄魚有護卵的行為。

## 擴展閱讀
維基物種上的相關：條紋粗眼鮗